# 連邦管区
連邦管区（れんぽうかんく、ロシア語: Федеральный округ）とは、ロシア連邦の連邦政府（中央政府）が地方を監督する代理人を派遣するためにロシア連邦の領土を区分した制度である。

## 概説
各連邦管区には、連邦大統領の側近が大統領全権代表に任命され、連邦大統領・中央政府の政策が地方で円滑に実現されるよう当該連邦管区内にある連邦構成主体を監督し、地方情勢を連邦大統領に報告する任務を負う。
ウラジーミル・プーチン政権の進める中央集権化計画の一環として、2000年に署名された大統領令に基づき設置された。

## 変遷
- 2000年5月13日：連邦管区の設置[1]。
- 2010年1月19日：南部連邦管区から北カフカース連邦管区を分離・設置[2]。
- 2014年3月21日：ウクライナのクリミア・セヴァストポリを一方的に「編入」し、「クリミア連邦管区」を「設置」[3][4]。
- 2016年7月28日：クリミア連邦管区を廃止、南部連邦管区に編入[5]。
- 2018年3月11日：ブリヤート共和国とザバイカリエ地方をシベリア連邦管区から極東連邦管区へ移管[6]。
- 2018年12月13日：極東連邦管区の本部をハバロフスクからウラジオストクへ移動[7]。

## 連邦管区一覧
|  |                      |            |                        |                   |                      |                          |
|  | 連邦管区名           | 面積 (km2) | 人口 （2020年1月推計） | 連邦構成 主体の数 | 本部                 | 大統領全権代表           |
|  | 中央連邦管区         | 650,205    | 39,439,493             | 18                | モスクワ             | イーゴリ・シチョーゴレフ |
|  | 南部連邦管区         | 447,821    | 16,466,173             | 8                 | ロストフ・ナ・ドヌ   | ウラジーミル・ウスチノフ |
|  | 北西連邦管区         | 1,686,972  | 13,977,274             | 11                | サンクトペテルブルク | アレクサンドル・グツァン |
|  | 極東連邦管区         | 6,952,555  | 8,167,359              | 11                | ウラジオストク       | ユーリ・トルトネフ       |
|  | シベリア連邦管区     | 4,361,727  | 17,119,090             | 10                | ノヴォシビルスク     | セルゲイ・メニャイロ     |
|  | ウラル連邦管区       | 1,818,497  | 12,360,540             | 6                 | エカテリンブルク     | ニコライ・ツカノフ       |
|  | 沿ヴォルガ連邦管区   | 1,036,995  | 29,286,448             | 14                | ニジニ・ノヴゴロド   | イーゴリ・コマロフ       |
|  | 北カフカース連邦管区 | 170,439    | 9,928,721              | 7                 | ピャチゴルスク       | ユーリ・チャイカ         |

出典：

## 大州
ロシアは大州をまたがる（カスピ海～ウラル川～ウラル山脈～カラ海）
ヨーロッパ
- 北西連邦管区
- 中央連邦管区
- 沿ヴォルガ連邦管区
- 南部連邦管区
- 北カフカース連邦管区

アジア
- ウラル連邦管区
- シベリア連邦管区
- 極東連邦管区